# Monument Jacquard
Le monument Jacquard est un monument de Saint-Étienne dans le département de la Loire. Il est inscrit au titre des monuments historiques par arrêté du 25 mars 2016.